# Lokalzug
Lokalzug ist ein heute veralteter Terminus aus den Anfängen der Eisenbahn, der einen nur dem Nahverkehr dienenden Zug bezeichnete. Lokalzüge vermittelten insbesondere den Verkehr zwischen den einzelnen Stationen einer Bahnstrecke untereinander und im Übergang von und zu den schneller fahrenden Zügen des Fernverkehrs, wie z. B. Schnell- oder Eilzüge.
Im Gebiet der deutschen Eisenbahnen wurde der Lokalzug schon vor 1900 durch den Personenzug abgelöst. Lokalen Bedürfnissen dienende Güterzüge werden als Nahgüterzug bezeichnet.